# Лайон (округ, Канзас)
Ла́йон (англ. Lyon County; стандартное обозначение LY) — округ в штате Канзас, США. Официально образован 5 февраля 1862 года. По состоянию на 2010 год, численность населения составляла 33 690 человек.

## География
По данным Бюро переписи США, общая площадь округа равняется 2 214,452 км2, из которых 2 193,732 км2 суша и 20,461 км2 или 0,900 % это водоёмы.

## Население
По данным переписи населения 2000 года в округе проживает 35 935 жителей в составе 13 691 домашних хозяйств и 8 639 семей. Плотность населения составляет 16,00 человек на км2. На территории округа насчитывается 14 757 жилых строений, при плотности застройки около 7,00-ми строений на км2. Расовый состав населения: белые — 83,27 %, афроамериканцы — 2,27 %, коренные американцы (индейцы) — 0,47 %, азиаты — 2,04 %, гавайцы — 0,01 %, представители других рас — 9,79 %, представители двух или более рас — 2,16 %. Испаноязычные составляли 16,72 % населения независимо от расы.
В составе 32,60 % из общего числа домашних хозяйств проживают дети в возрасте до 18 лет, 50,80 % домашних хозяйств представляют собой супружеские пары проживающие вместе, 8,40 % домашних хозяйств представляют собой одиноких женщин без супруга, 36,90 % домашних хозяйств не имеют отношения к семьям, 28,50 % домашних хозяйств состоят из одного человека, 9,80 % домашних хозяйств состоят из престарелых (65 лет и старше), проживающих в одиночестве. Средний размер домашнего хозяйства составляет 2,51 человека, и средний размер семьи 3,12 человека.
Возрастной состав округа: 25,70 % моложе 18 лет, 16,20 % от 18 до 24, 27,20 % от 25 до 44, 19,10 % от 45 до 64 и 19,10 % от 65 и старше. Средний возраст жителя округа 31 лет. На каждые 100 женщин приходится 97,40 мужчин. На каждые 100 женщин старше 18 лет приходится 95,20 мужчин.
Средний доход на домохозяйство в округе составлял 32 819 USD, на семью — 43 112 USD. Среднестатистический заработок мужчины был 28 865 USD против 21 338 USD для женщины. Доход на душу населения составлял 15 724 USD. Около 9,60 % семей и 14,50 % общего населения находились ниже черты бедности, в том числе — 15,60 % молодёжи (тех, кому ещё не исполнилось 18 лет) и 9,20 % тех, кому было уже больше 65 лет.